# Jevdokija Lukjanovna Sztresnyeva orosz cárné

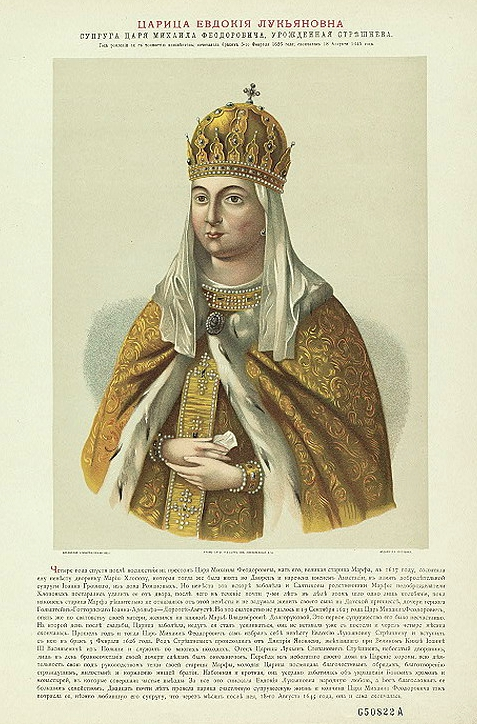
Jevdokija Lukjanovna, Oroszország cárnéja

Jevdokija Lukjanovna Sztresnyeva (1605/1608 – 1645. augusztus 18.), (oroszul: Евдокия Лукьяновна Стрешнева (Jevdokija Lukjanovna Sztresnyeva)  orosz nemes, házassága révén Oroszország cárnéja.

## Élete
Eudoxia 1605-ben vagy 1608-ban született a mozsajszki Lukjan Sztyepanovics Sztresnyev orosz nemes (?–1630) és felesége, Anna Konsztantyinovna Volkonszkaja leányaként. 1624-ben elhunyt I. Mihály orosz cár első felesége, Marija Vlagyimirovna Dolgorukova hercegnő. Két évvel később a cár összehívatta a feleségként szóba jöhető orosz nemesi hölgyeket, hogy új asszonyt válasszon magának. Az uralkodó Jevdokija Lukjanovnát szemelte ki magának, és 1626. február 5-én elvette feleségül. Házasságukból tíz gyermek született, három fiú és hét leány. Tíz utóda közül hat még Jevdokija cárné életében meghalt:
- Irina Mihajlovna (1627. április 22. – 1679. február 8.)
- Pelageja Mihajlovna (1628. április 20. – 1629. január 25.)
- Alekszej Mihajlovcs (1629. március 19. – 1676. január 29.), utóbb orosz cár
- Anna Mihajlovna (1630. július 14. – 1692. október 27.)
- Marfa Mihajlovna (1631. augusztus 14. – 1633. szeptember 21.)
- Ivan Mihajlovics (1633. június 1. – 1639. január 10.)
- Szofja Mihajlovna (1634. szeptember 14. – 1636. április 23.)
- Tatyjana Mihajlovna (1636. január 5. – 1706. augusztus 23.)
- Jevdokija Mihajlovna (1637. február 10-én született és halt meg)
- Vaszilij Mihajlovics (1639. március 25-én született és halt meg).

Jevdokija Lukjanovna teljes mértékben anyósától, az apácává lett Kszenyija Ivanovna Sesztovától függött. Kszenyija Ivanovna nem engedett neki beleszólást a gyermekei nevelésébe, a cári utódok oktatóit ő maga választotta ki. Jevdokija Lukjanovnának anyósával kellett tartania a rendszeres kolostor- és templomlátogatásokra, a helyzet csak Kszenyija Ivanovna halálával változott meg.
Jevdokija Lukjanovna cárné öt héttel férje halála után, 1645. augusztus 18-án hunyt el. Moszkvában helyezték örök nyugalomra.